# Fryštácký potok
Fryštácký potok (též Januštice) je potok v okrese Zlín, přítok Dřevnice.

## Průběh toku
Pramení v Hostýnských vrších protéká hornoveským rybníkem, poté Fryštákem a Fryštáckou přehradou a ve Zlíně ústí do řeky Dřevnice. Fryštáckému potoku se také říká Januštice, hlavně ve Zlíně, a to podle odbojného mlynáře Januštíka. Ten měl v 17. století mlýn na jeho toku mezi Zlínem a Kostelcem. Zde z něj také odbočoval mlýnský náhon.